# Leucobrephos ussuriensis
Leucobrephos ussuriensis är en fjärilsart som beskrevs av Moltrecht 1914. Leucobrephos ussuriensis ingår i släktet Leucobrephos och familjen mätare. Inga underarter finns listade i Catalogue of Life.